# Route 75 (Terre-Neuve-et-Labrador)
Pour les articles homonymes, voir Route 75.
La route 75 est une route principale de la province de Terre-Neuve-et-Labrador, située dans l'est de la province, sur la péninsule d'Avalon. Elle relie la Route Transcanadienne aux secteurs de la rive ouest de la baie Conception, soit Clarke's Beach, Spaniard's Bay et Harbour Grace, principalement. De plus, elle est une route moyennement empruntée, est majoritairement une autoroute à deux voies non séparées, mesure 36 kilomètres, et est une route asphaltée sur l'entièreté de son tracé.

## Tracé
La route 75 débute à la sortie 31 de la Route Transcanadienne, la route 1. Elle commence par être une autoroute à 2 voies non-séparées sur ses 30 premiers kilomètres, et ne possédant qu'une intersection, à Shearstown. 3 kilomètres au nord de son terminus sud, elle croise la route 70, puis tourne légèrement vers le nord-ouest. 6 kilomètres plus loin, elle croise la route 71, puis elle continue de se diriger vers le nord-ouest pendant 1 kilomètre. Elle tourne ensuite vers le nord, puis reste dans cette orientation pour 17 kilomètres, passant à l'ouest de Clarke's Beach, Bay Roberts et de Spaniard's Bay. Elle possède 3 échangeurs menant vers ces villes, dont un avec la route 73. Elle tourne ensuite vers le nord-est à son kilomètre 28, puis perd son statut d'autoroute alors qu'elle possède de nombreuses intersections menant vers Harbour Grace, qu'elle contourne par l'ouest. Elle se termine au nord d'Harbour Grace, alors qu'elle croise et laisse sa place à la route 70 vers Carbonear.

## Liste des sorties et intersections
| Route 75 - Veteran's Memorial Highway |    |                                                                                              |                                                        |
| Location                              | km | Intersection/Destinations                                                                    | Notes                                                  |
| Mahers                                | 0  | Route 1 (sortie 31), Saint-Jean, Clarenville, Gander, Corner Brook, Channel-Port aux Basques | extrémité sud de la 75                                 |
| Conception Harbour                    | 3  | Route 70 nord, Clarke's Beach                                                                |                                                        |
| Makinsons                             | 9  | Route 71 (Hodgewater Rd.), Clarke's Beach, Brigus                                            |                                                        |
| Halls Town                            | 15 | North River Rd., Clarke's Beach, lac Snows Pond                                              | sortie incomplète, entrée sud et sortie nord seulement |
| Bay Roberts                           | 20 | Country Rd., Bay Roberts, Spaniard's Beach                                                   |                                                        |
| Tilton (en)                           | 26 | Route 73 (New Harbour Rd.), New Harbour,'Upper Island Cove, Spaniard's Bay, Harbour Grace    |                                                        |
| Harbour Grace                         | 36 | Route 70, Harbour Grace, Carbonear, Bay de Verde                                             | extrémité nord de la 75; intersection                  |
| Rose: Sortie incomplète               |    |                                                                                              |                                                        |